# 麻革
麻革（12世紀—13世紀），字信之，号贻溪，山西虞乡县王官（今山西省永济市）人。
父麻秉彝是金朝皇統九年進士，官至兵部侍郎。金宣宗南迁汴京時，麻革与杜仁杰、张澄隐居山中，以教課為生，終生不仕，与元好问友善，人称贻溪先生，有《贻溪集》。